# 1703 w polityce

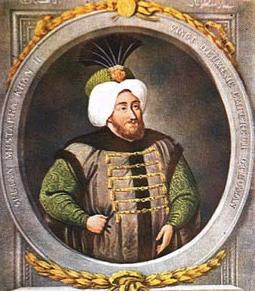
Mustafa II

Wydarzenia polityczne w 1703 roku.

## Wydarzenia
- Ahmed III został sułtanem tureckim[1].

## Zmarli
- William Stanhope, angielski polityk[2].
- Mustafa II, sułtan turecki[3].